# Berno von Hildesheim

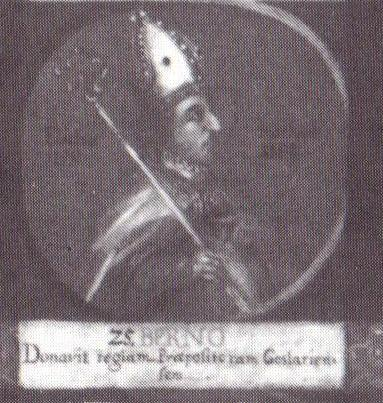
Berno als 25. Bischof von Hildesheim auf einem Gemälde mit Medaillondarstellungen aller Hildesheimer Bischöfe bis zum Ende des 18. Jahrhunderts; lateinische Inschrift: „Er beschenkte die königliche Propstei in Goslar“.

Berno von Hildesheim († 28. Oktober 1194 in Hildesheim) war von 1190 bis 1194 Bischof von Hildesheim.

## Leben
Über seine familiäre Herkunft ist nichts bekannt. Bevor er Bischof wurde, gehörte er dem Hildesheimer Domkapitel an. Er diente Bischof Hermann zeitweise als Kapellan. Als solcher wird er in einer Urkunde von 1162 genannt. Im selben Jahr taucht er als Subdiakon und einige Zeit später als Diakon auf. In den 1170er Jahren wird er als magister scolarum der Hildesheimer Domschule bezeichnet. Er wird also ein gelehrter Mann gewesen sein. Vor 1178 wurde er zum Priester geweiht. Im Jahr 1179 wurde er zudem Propst des Petersbergstifts in Goslar. Im Jahr 1181 tritt er in Urkunden erstmals als Domdekan auf.   
Nach dem Tod seines Vorgängers Adelog wurde er rasch zum Bischof gewählt. Die Wahl fand vor dem Hintergrund des überraschenden Todes von Friedrich I. statt. Heinrich VI. nahm daher, noch bevor er nach Rom zog, die Investitur vor. Kurze Zeit später muss er auch zum Bischof geweiht worden sein.
Er trat in der Folge als Förderer verschiedener Stifte, Klöster und Kirchen auf. 
Nachdem Heinrich VI. festgestellt hatte, dass Heinrich der Löwe und dessen Sohn sich nicht an die Abmachungen hielten, hatte er 1191 die sächsischen Großen aufgerufen, gegen beide vorzugehen. In Goslar, mithin auf dem Gebiet Bernos, fand eine Fürstenversammlung statt. Diese beschloss ein militärisches Eingreifen gegen Heinrich den Löwen. Dessen Sohn Heinrich wurde kurze Zeit später geächtet. Die Bischöfe Dietrich von Halberstadt, Berno von Hildesheim sowie der Abt Widukind von Corvey sammelten ihre Truppen im Juni 1192 in einem befestigten Lager bei Leiferde an der Oker. Heinrich VI. stieß anders als erwartet nicht dazu. Das Heer zog plündernd durch den Herrschaftsbereich der Welfen und verheerte dabei insbesondere auch Besitzungen des Stifts Steterburg. 
Der Stadtvogt von Braunschweig Ludolf von Dahlum fiel von Heinrich dem Löwen ab, aber dies veränderte die Stärkeverhältnisse nicht zu Gunsten der Angreifer. Dem Propst von Steterburg gelang es schließlich einen Waffenstillstand zu Stande zu bringen. Daraufhin löste sich das Heer der Verbündeten auf und Heinrich der Löwe konnte gegen Ludolf von Dahlum vorgehen. Dabei wurden Wolfenbüttel, Peine und Dahlum erobert und zerstört. 
Erst im Herbst kam der Kaiser nach Sachsen. Berno war zeitweise an dessen Hof anwesend und fungierte als Zeuge für eine kaiserliche Urkunde. In seine Amtszeit fällt die Heiligsprechung von Bischof Bernward. Der päpstliche Legat Kardinal Cinthius, der wegen der Kriegsereignisse zeitweise in Hildesheim festsaß, gab den Rat, dass die von Bernward gewirkten Wunder vor ihm und Berno beschworen werden sollten. Auf der Weiterreise des Kardinals durch das Bistum wurde er von Berno begleitet. Abt Dietrich von St. Michael reiste auf den Rat des Kardinals trotz aller Schwierigkeiten nach Rom, um die Heiligsprechung voranzutreiben. Dies gelang im Dezember 1192. Im Januar 1193 erging ein entsprechendes Mandat von Coelestin III. an Berno und das Bistum. Nach der ebenfalls schwierigen Rückreise überbrachte der Abt Berno die Entscheidung des Papstes. Fast heimlich, um einen Tumult des Volkes zu vermeiden, öffnete der Bischof mit dem Abt und einigen Mönchen vorzeitig das Grab Bernwards, hüllte die entnommenen Reliquien in Leinen und ließ sie bewacht in der Klosterkirche zurück. Gegen dies Vorgehen protestierten die Domherren, die eine Verfälschung der Reliquien befürchteten und ihre weitere Mitarbeit verweigerten. Nur mit Mühe gelang es Berno den Unmut zu beschwichtigen und die Translation der Gebeine in den Dom durchzuführen. Später kam der Körper oder zumindest ein großer Teil zurück in das Michaelskloster. 
Durch die Aussöhnung des Kaisers mit Heinrich dem Löwen beruhigte sich die politische Situation seit 1194 etwas. In der Folge widmete sich der Bischof hauptsächlich der Verwaltung seiner Diözese und der Sorge um Stifte und Klöster. Davon profitierte etwa das Stift Steterburg. Im Übrigen löste er in einem beträchtlichen Maße verpfändete Güter aus. Auch das Domkapitel und der Dom profitierten von seiner Großzügigkeit. Nach seinem Tod wurde er im Hildesheimer Dom bestattet.